# Адигейський сир
Адигейський сир — один із м'яких сортів сиру, що традиційно виготовляється в передгір'ї та гірських районах Кавказу. Назва походить від назви Республіка Адигея, де продукт масово виготовляється.

## Характеристика
Готовий сир має ніжну, в міру щільну консистенцію, зморшкувату шкуринку, зі слідами форми.
Колір сиру — від білого до легко кремового.
Смак і запах — чистий, приємний, допускається трохи кислуватий, з вираженим смаком і запахом пастеризації.
Форма сиру — низький циліндр зі трохи випуклою поверхнею і округлими гранями.
У реалізацію адигейський сир надходить відразу після посолу, загорнутим у пергамент. Термін його зберігання і реалізації досить малий. Він може зберігатися не більше тижня в холодильнику при температурі до +6 °С. Не варто його класти в морозильну камеру, так як адигейський сир моментально вбирає сторонні запахи, його слід зберігати окремо від інших продуктів.
Завдяки тому, що калорійність адигейського сиру трохи нижча, ніж у твердих сирів (240 ккал на 100 г продукту), такий сир можна використовувати при дієтах. Крім того адигейський сир містить мінімум солі, велику кількість фосфору і кальцію, вітаміни групи В, А та D.
В адигейському сирі оптимальний білковий та амінокислотний склад, тому він добре засвоюється і корисний для організму в цілому, як джерело незамінних амінокислот.
Адигейський сир протипоказаний людям з непереносимістю молочних продуктів. Деякі вчені вважають, що він, як і інші сири, що містять високу кількість особливої амінокислоти, триптофану, може провокувати сильні головні болі і бути причиною нападів мігрені.

## Виробництво
Раніше адигейський сир готували вийнятково з овечого молока, однак на сучасному етапі частіше використовують коров'яче молоко.
В результаті виходять невисокі сирні циліндри, масою не більше 1,5 кг, із заокругленими краями і опуклою поверхнею. Зовнішня шкуринка головки має чіткі відбитки малюнків форми, «зморшкувата».
Основні показники технологічного процесу виробництва адигейського сиру наступні: масова частка жиру в сухій речовині не менше 45 %; вологи не більше 60 %; кухонної солі не більше 2 %.
Адигейський сир виробляють з нормалізованого пастеризованого молока, шляхом кислотної коагуляції білків молока. Згортання молока здійснюється кислою молочною сироваткою з наступною спеціальною обробкою отриманого згустку.
Кисла сироватка виходить зі свіжої профільтрованої сироватки, яку зберігають в ємності до наростання кислотності до значень 85—100 °T. Для прискорення наростання кислотності в сироватку додають до 1 % закваски, приготовленої на культурах болгарської палички або L. Helveticus.
У пастеризоване до 93—95 °С нормалізоване молоко вносять кислу сироватку в кількості 8—10 % маси молока. Утворений згусток витримують при температурі 93—95 °С до 5 хв. Сироватка повинна виділятися жовтувато-зеленуватого кольору з кислотністю 30—33 °Т.
Сирну масу, що спливла наверх викладають ковшем в конічні плетені кошики чи інші форми, одночасно зливаючи сироватку. Сир у формах піддають самопресуванню протягом 10—16 хв. За цей час сир один раз перевертають, злегка струшуючи форму. Після самопресування сир перекладають у металеві форми і одночасно солять сухою кухонною сіллю за допомогою дозатора — по 15 г на верхню і нижню поверхню.
Для просолювання та обсушування сир у формах направляють в камеру з температурою 8—10 °С, де його витримують не більше 18 год, при цьому перевертають 1—2 рази. Готовий продукт упаковують в пергамент, підпергамент, целофан або полімерні плівки і направляють в реалізацію.
Тривалість зберігання адигейського сиру на підприємстві після закінчення технологічного процесу не повинна перевищувати 3 діб.